# Miami Heat 1998-1999
La stagione 1998-99 dei Miami Heat fu l'11ª nella NBA per la franchigia.
I Miami Heat vinsero la Atlantic Division della Eastern Conference con un record di 33-17. Nei play-off persero al primo turno con i New York Knicks (3-2).

## Risultati
| Squadra            | V  | P  | PCT  | GB |
| ------------------ | -- | -- | ---- | -- |
| Miami Heat         | 33 | 17 | 66,0 | -  |
| Orlando Magic      | 33 | 17 | 66,0 | -  |
| Philadelphia 76ers | 28 | 22 | 56,0 | 5  |
| N.Y. Knicks        | 27 | 23 | 54,0 | 6  |
| Boston Celtics     | 19 | 31 | 38,0 | 14 |
| Wash. Wizards      | 18 | 32 | 36,0 | 15 |
| N.J. Nets          | 16 | 34 | 32,0 | 17 |

## Roster
| N° | Naz.                   | Ruolo | Sportivo              | Anno | Alt. | Peso \|\| |
| -- | ---------------------- | ----- | --------------------- | ---- | ---- | --------- |
| 2  | Stati Uniti (bandiera) | GA    | Keith Askins          | 1967 | 201  | 89        |
| 3  | Stati Uniti (bandiera) | A     | Jamie Watson          | 1972 | 201  | 86        |
| 4  | Stati Uniti (bandiera) | C     | Duane Causwell        | 1968 | 213  | 109       |
| 5  | Stati Uniti (bandiera) | A     | Mark Strickland       | 1970 | 206  | 95        |
| 6  | Stati Uniti (bandiera) | A     | Terry Mills           | 1967 | 208  | 104       |
| 7  | Stati Uniti (bandiera) | GA    | Mark Davis            | 1973 | 201  | 95        |
| 9  | Stati Uniti (bandiera) | GA    | Dan Majerle           | 1965 | 198  | 98        |
| 10 | Stati Uniti (bandiera) | G     | Tim Hardaway          | 1966 | 183  | 79        |
| 21 | Stati Uniti (bandiera) | G     | Voshon Lenard         | 1973 | 193  | 93        |
| 23 | Stati Uniti (bandiera) | G     | Rex Walters           | 1970 | 193  | 86        |
| 24 | Stati Uniti (bandiera) | A     | Jamal Mashburn        | 1972 | 203  | 109       |
| 30 | Stati Uniti (bandiera) | G     | Terry Porter          | 1963 | 191  | 88        |
| 32 | Stati Uniti (bandiera) | GA    | Blue Edwards          | 1965 | 193  | 91        |
| 33 | Stati Uniti (bandiera) | C     | Alonzo Mourning       | 1970 | 208  | 109       |
| 35 | Stati Uniti (bandiera) | A     | Clarence Weatherspoon | 1970 | 198  | 109       |
| 40 | Stati Uniti (bandiera) | AC    | Marty Conlon          | 1968 | 208  | 102       |
| 42 | Stati Uniti (bandiera) | AC    | P.J. Brown            | 1969 | 211  | 102       |

## Staff tecnico
- Allenatore: Pat Riley
- Vice-allenatori Jeff Bzdelik, Bob McAdoo, Erik Spoelstra, Stan Van Gundy
- Vice-allenatore/scout: Tony Fiorentino
- Preparatore fisico: Bill Foran